# Keizan
Keizan Dzsókin (kínai: 瑩山紹瑾, 1268–1325), vagy Taiszo Dzsószai Daisi, a japán zen buddhizmus szótó iskolájának második alapítója. A szótó elsődleges alapítóját, Dógent a „legfőbb pátriárkának” (japán: 高祖, kóso) nevezik, Keizant pedig „a nagy pátriárkának” (japán: 太祖, taiszo).
Keizan és tanítványai kezdték el terjeszteni Japánban a szótó zen valláselméleti rendszert, amely a társadalom minden rétege számára népszerűbb volt Dógen Eiheidzsi iskolájánál. Keizan az élete során számos templomot alapított, amelyek közül a legnevezetesebb a Jókódzsi és a Daihonzan Szódzsidzsi. Ma a két fő szótó zen központ Japánban a Szódzsidzsi és az Eiheidzsi.